# 神奈川県道27号横須賀葉山線
神奈川県道27号横須賀葉山線（かながわけんどう27ごう よこすかはやません）は、神奈川県横須賀市と三浦郡葉山町を結ぶ県道（主要地方道）。三浦半島内陸部をめぐる主要道路である。
佐原交差点から池上十字路までの旧２７号線は横須賀市譲渡した。

## 概要
- 総延長：16.3km
- 起点：横須賀市野比 野比駅入口交差点（国道134号接続）
- 終点：三浦郡葉山町一色 葉山大道交差点（国道134号接続）
- Google マップ（本線、一部支線を経由）
- Google マップ（本線、湘南橋交差点南側）
- Google マップ（本線、湘南橋交差点北側）
- Google マップ（支線、一部指定区間外の部分あり）

## 地理

### 通過する自治体
- 神奈川県
  - 横須賀市 - 三浦郡葉山町

### 道路施設および交差する道路・河川・鉄道路線
- 神奈川県横須賀市
  - 野比駅入口交差点（国道134号）
  - 島田公園交差点（県道27号支線）
  - 佐原インター交差点（横浜横須賀道路佐原IC）
  - 佐原交差点（横須賀市道）
  - 市営公園墓地入口
  - 衣笠インター入口
  - 衣笠城址前（横浜横須賀道路衣笠IC）
  - 三浦縦貫道衣笠入口（三浦縦貫道路衣笠IC）
  - しょうぶ園前
  - 横須賀インター入口
- 神奈川県三浦郡葉山町
  - 立体交差（横浜横須賀道路）
  - 不動橋（下山川）
  - 境橋（大沢谷川）
  - 上山橋（下山川）
  - 無名橋（下山川）
  - 湘南国際村入口交差点（神奈川県道217号逗子葉山横須賀線）
  - 滝の坂トンネル
  - 葉山大道交差点（国道134号）

#### 支線
- 神奈川県横須賀市
  - 行政センター東交差点（国道134号）
  - 三浦しらとり園入口交差点（横須賀市道）
この間県道指定なし
  - 長沢6丁目交差点（横須賀市道）
  - 島田橋（野比川）
  - 島田公園交差点（県道27号本線）

### 周辺の施設
- YRP野比駅
- 横須賀市立野比小学校
- 横須賀市立粟田小学校
- 横須賀リサーチパーク
- 横須賀市立森崎小学校
- 北久里浜駅
- 神奈川県立横須賀工業高等学校
- 横須賀市立公郷小学校
- 神奈川県立横須賀高等学校
- 衣笠駅
- 三浦高等学校
- 横須賀市立池上中学校
- 横須賀市立池上小学校
- 大楠山登山口
- 葉山国際カンツリー倶楽部
- 葉山町立上山口小学校
- 葉山町立一色小学校